# Леванов, Вадим Николаевич
Вади́м Никола́евич Лева́нов (13 февраля 1967, Тольятти, СССР — 25 декабря 2011, Тольятти, Россия) — российский прозаик, драматург, режиссёр, педагог и культуртрегер. Один из видных представителей «Новой драмы», автор более сорока пьес, поставленных в различных городах России и Европы, создатель тольяттинской школы драматургии, давшей российскому театру много известных имён и произведений. Член Союза российских писателей (с 1998 года), Союза писателей Москвы, Международного литфонда, Тольяттинской писательской организации.

## Биография

### Ранние годы

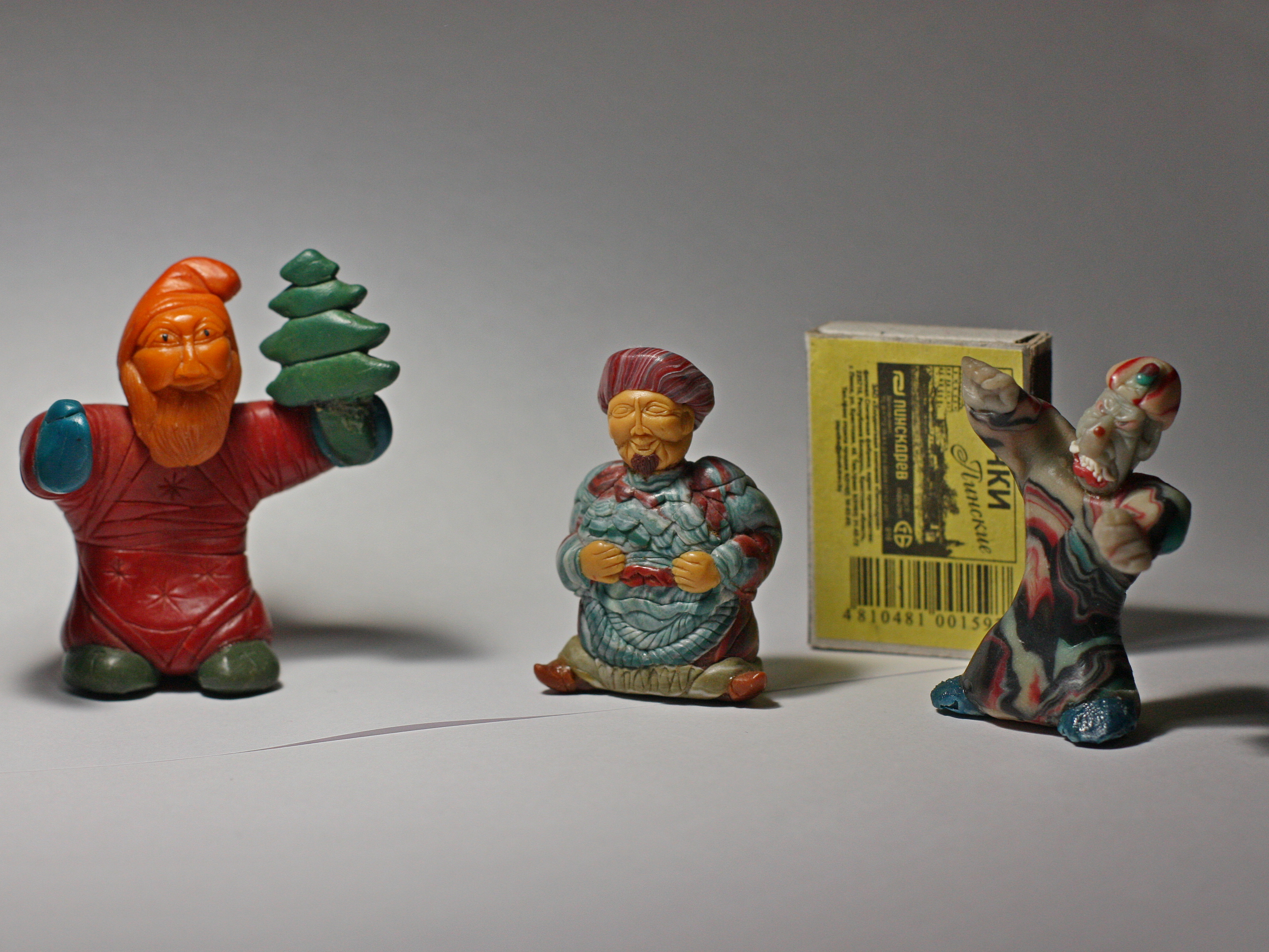
Пластиковые фигурки, которые начал делать Вадим Леванов, когда стал инвалидом, чтобы обеспечить себе хоть какой-то заработок

Вадим Леванов родился в Тольятти в 1967 году. Отец, Николай Иванович, по профессии инженер, мать, Тамара Михайловна — учительница. Ещё в школе Вадим занимался в различных городских театральных студиях, работал монтировщиком декораций в городском театре кукол. Во время выездных спектаклей, которые зачастую шли под фонограмму, Вадим иногда подменял того или иного актёра. В десятом классе написал своё первое произведение — абсурдистсткую пьесу «Человек, которого не было».
В 1984 году Вадим окончил тольяттинскую школу № 13 и поступил на  факультет театральной режиссуры Куйбышевского института культуры. В институте Вадим проучился три полных курса, во время учёбы принимал участие в создании и деятельности Куйбышевского молодёжного театра. Однако закончить обучение не удалось. Несчастная юношеская любовь привела к тому, что однажды, поссорившись с любимой, Вадим в отчаянии выбросился из окна пятого этажа. Тяжёлая травма потребовала длительного лечения, навсегда оставив инвалидом. Однако и на костылях он оставался вполне самостоятельным в передвижениях, никогда никому не жаловался и не просил помощи, так что на его инвалидность обращать внимания было не принято, а обстоятельства инцидента и вовсе стали считаться легендой.
С 1990 по 1993 год Вадим Леванов был помощником режиссёра театра-студии ВАЗа Виктора Курочкина. С 1993 по 1998 год заочно учился на отделении драматургии Литературного института им. А. М. Горького, на семинаре Виктора Розова и Инны Вишневской. Позже Леванов говорил, что «эти исполины драматургии и научили меня настоящему творчеству». Во время учёбы Вадим завёл множество знакомств в столичных литературных кругах, в том числе среди драматургов, искавших новый, современный путь развития театра. Благодаря знакомству с Михаилом Угаровым, Еленой Греминой, Ольгой Михайловой его стали приглашать на различные театральные мероприятия, собрания, потом и на разного рода семинары и фестивали.

### Вхождение в литературную среду

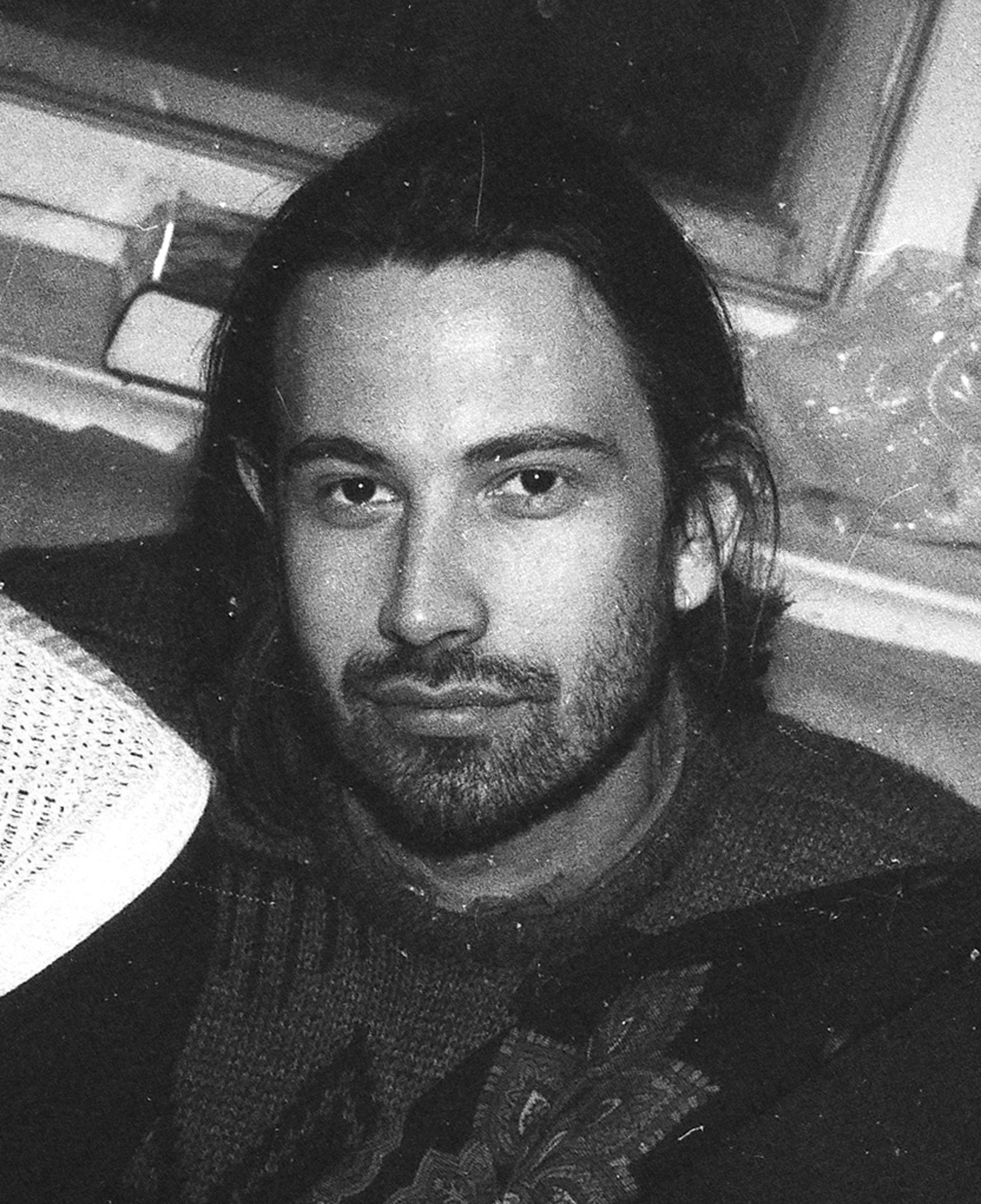
Вадим Леванов в 1996 году

В 1993 году (по другим данным 1994 или 1995) Леванова впервые позвали на фестиваль молодой драматургии «Любимовка», однако попасть на него он не смог по банальной причине: не было денег на проезд. Но одна из его пьес была замечена Владимиром Гуркиным, который написал Леванову большое комплиментарное письмо, а также высказал ряд конструктивных замечаний, что стало важной поддержкой для молодого автора. С 1997 года Леванов стал постоянным участником фестиваля. Позднее он говорил, что «Любимовка» дала ему в профессиональном плане ничуть не меньше, чем Литературный институт: «Там я познакомился с людьми, которые стали для меня учителями, соратниками, товарищами… „Любимовка“ во многом сделала из меня того человека, которым я являюсь на сегодняшний день, стала для меня школой человека и драматурга!».
Постепенно произведения Леванова находят дорогу к публике и режиссёрам. В 1994 году состоялся его дебют как драматурга. На всероссийском семинаре «Щелыково — авторская сцена» читали пьесу начинающего автора «Парк культуры им. Горького», вскоре последовала первая публикация в альманахе союза театральных деятелей России «Сюжеты». В 1997 году пьеса «Шкаф» была представлена на фестивале в Любимовке.
Вадим Леванов с друзьями по литературному институту (В. Смирнов, М. Шаповалова, В. Айсин) составили литературную группу, которая в 1997 году выпустила коллективный сборник «Одинокий русский писатель». В дальнейшем планировался выпуск сборника всех выпускников курса, но средства на его издание так и не нашлись.
В 1998 году пьеса «Выглядки» вошла в шорт-лист премии «Три сестры», а в журнале «Современная драматургия» были опубликованы сразу три новые пьесы Леванова. В 1999 году пьеса «Шкаф» заняла третье место в конкурсе русской сетевой литературы.

### Возвращение в Тольятти
По окончании института Леванов не перебрался в столицу, а напротив, вернулся из Самары, где тогда проживал, в родной Тольятти. Придерживаясь жизненной позиции: «жизнь должна кипеть не только в столице, но и там, где живу я» он окунулся в культурную жизнь города, активно начав её преобразовывать.
В 1999 году Леванов принял участие в тольяттинском литературном фестивале «Майские чтения», а так как из-за празднования юбилея Пушкина провинциальное поэтическое мероприятие осталось без столичных участников, то Леванов предложил пригласить драматургов. На его приглашение откликнулись Михаил Угаров, Елена Гремина, Ольга Михайлова, Ксения Драгунская, Максим Курочкин, Екатерина Шагалова и другие театральные деятели России. Так фестиваль приобрёл ярко выраженную театральную направленность, а Леванов вошёл в число его организаторов, став арт-директором, «подчинив интересам драматургии». Леванову хотелось показать зрителям, что театр может быть разным, что он много шире тех традиционных форм, которые существовали до этого в театральной жизни Тольятти. И, используя приобретённый на «Любимовке» фестивальный опыт, ему удалось вдохнуть в «Майские чтения» новую жизнь. С подачи Леванова и в значительной степени его стараниями, постепенно удалось расширить рамки фестиваля, превратив достаточно скромное региональное мероприятие в заметное на всю страну литературно-театральное событие. Международный фестиваль драматургии, театра и современного искусства стал одним из самых популярных фестивалей Самарской области, на который приезжали люди из разных уголков России и даже из-за рубежа, и который, как московская «Любимовка», представлял самые актуальные тексты российской драматургии.
С 1999 года Леванов являлся одним из редакторов литературного альманаха «Майские чтения», учредителем которого был Вячеслав Смирнов. Альманах стал заметным явлением в культурной жизни страны и оказался одним из центральных изданий для современной российской молодой драматургии. Также он входил в редакционную коллегию тольяттинского литературного журнала «Ставрополь-на-Волге — город — Тольятти», занимался вёрсткой журнала, сверстав первые десять номеров лично и ещё пять совместно с редактором издания Владимиром Мисюком. Эпизодически участвовал в формировании редакционного портфеля журнала, предлагая драматургические произведения своих коллег и учеников. Он же готовил драматургический блок молодых авторов для спецвыпуска журнала. Некоторое время Леванов также занимался вёрсткой книг для литературного агентства Вячеслава Смирнова.
В 2001 году Леванов принял участие во французском театральном фестивале «Пассаж» (фр. Passages) и его спецпрограмме «Зеркало Восток—Запад». В Нанси Екатерина Шагалова представила показ четырёх коротких пьес Леванова. В Валансе среди произведений российских авторов прошли читки его пьес. В Париже в рамках круглого стола «Лица нового российского театра», прошедшего в Национальном театре де ля Коллин Леванов рассказывал о тольяттинском фестивале «Майские чтения» и о сотрудничестве одноимённого альманаха с фестивалем в Любимовке. В том же году во Франции был издан сборник коротких пьес Леванова. В 2001 году Леванов и В. Смирнов запустили ещё один совместный издательский проект: литературно-театральный вестник «Драма Поволжья», где, как предполагалось, должны были публиковать местные драматурги, однако это начинание развития не получило.

### Новая драма

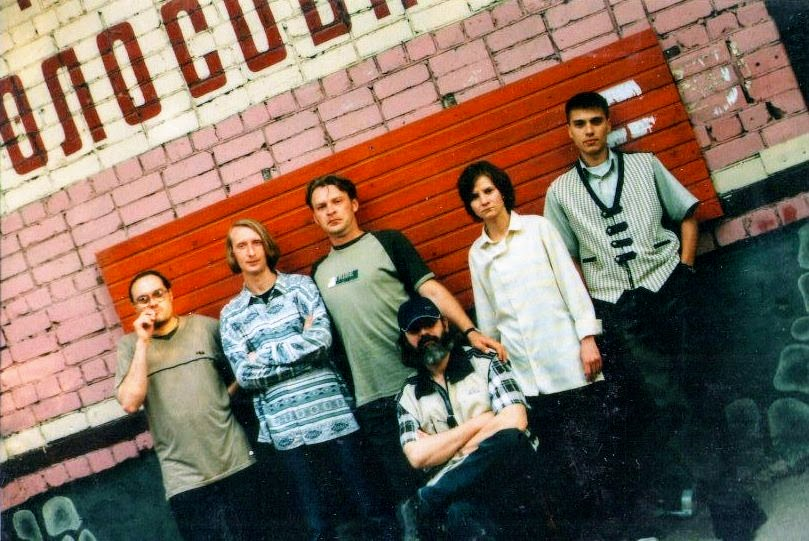
Леванов с коллегами по «Голосова 20»

В 2001 году Вадим Леванов стал художественным руководителем тольяттинского народного театра-студии «Талисман», располагавшегося на улице Голосова, дом 20, и впоследствии преобразованного в театральный центр «Голосова 20». Постепенно в центре сложился круг молодых авторов, которые сами писали пьесы и сами же их ставили. Несмотря на подобный любительский подход вскоре центр обрёл известность в театральной среде. Уже в 2003 году на фестивале «Новая драма» прошёл «День Тольятти», который впервые широко (со сцены МХАТ) познакомил столичную публику с тольяттинскими драматургами и их произведениями.
Спектакли, написанные и показанные тольяттинцами, стали одним из центральных событий фестиваля, наделав много шума и вызвав обширную критику со стороны консервативной части театралов: «Если признавать, что искусство отражает жизнь, то ничего чистого, доброго и светлого от тольяттинской драматургии ждать нельзя», — прокомментировал увиденное Владислав Флярковский телеканалу «Культура». Обвиняли молодых авторов и в пропаганде наркотиков, несовременности, и даже в том, что их «чернуха» второй свежести. Были и чисто театральные претензии: отсутствие действия и несценичность. Другие же критики, напротив, увидели прорыв и выход в некое новое театральное измерение. «Тольяттинцы мне нравятся главным образом тем, что у каждого из них есть свой мир. Именно из этого может вырасти современный герой и ощущение нашего времени». При этом пьеса самого Леванова осталась незамеченной критиками, оставшись в тени «громких» произведений его учеников.
Это же повторялось и в дальнейшем. В то время как его ученики набирали заметный вес в театральной и кинематографической среде, Леванова как автора критики и режиссёры практически не замечали, его пьесы оставались маловостребованными. За пределами студии «Голосова 20» и фестивальных показов его ставили лишь изредка, причём в основном за рубежом и в полупрофессиональных театрах.
Но дело развития современной драматургии, желание помочь поколению обрести свой голос стали для Леванова едва ли не важнее собственного творчества. Он постоянно участвовал в фестивале «Любимовка», а также принимал участие в работе множества иных фестивалей, лабораторий, семинаров, форумов. Он участник фестиваля новых пьес «Документальный театр» (Москва), театральных фестивалей «Золотая репка» (Самара, 2002), «Реальный театр» (Екатеринбург, 2001), «Свободный театр» (Минск), фестиваля современного театра и кино «Текстура» (Пермь, 2010), фестиваля театра для детей «Большая перемена» (2009), российско-британского семинара «Новая пьеса / New writing» (Москва), Совещания молодых писателей в Переделкино, а также форумов «Культурная столица Поволжья» (Ульяновск, 2001; Ижевск (2004); Димитровград (2004)), «Курболесия» (Харьков). В 2005—2006 годах он принимал участие в режиссёрско-драматургической лаборатории «МестоИмениЯ» в Никольском-Вяземском и Ясной Поляне. В 2006 году — в международной драматургической лаборатории в Паланге (Литва). Являлся участником международных научных конференций «Современная российская драма» в университетах Казани, Самары, Тольятти, Гисена (Германия). В 2004—2007 годах принимал участие в различных проектах Британского совета, в том числе — фестивале британской драматургии, проходившем в 2006 году, в рамках которого в Тольятти шотландским режиссёром Лорном Кэмпбеллом (англ. Lorne Campbell) с помощью актёров ТЮЗа в сотрудничестве с театральным центром «Голосова 20» был поставлен спектакль «Брокенвилль», показанный на сцене центра им. Всеволода Мейерхольда в Москве.
Вадим Леванов стал одним из ключевых участников и идеологов российского движения «Новая драма», наряду с М. Угаровым, Е. Греминой, О. Михайловой, А. Казанцевым, Э. Бояковым и Н. Колядой. Он также принимал активное участие и в одноимённом фестивале, ставшем символом движения, сначала как участник, затем и как член жюри (2005, 2007) и отборщик (2008). Входя в различные советы и жюри, Леванов, по воспоминаниям коллег, всегда проявлял принципиальность в отношении текстов, и его критику принимали и учитывали, тем более, что она всегда была объективной. «Он был признан коллегами абсолютно и безоговорочно» — говорил о нём Михаил Угаров.

### После Майских чтений
К 2007 году среди лидеров фестиваля «Майские чтения» и театрального центра «Голосова, 20» возник конфликт. Создатель и основной спонсор фестиваля, меценат Владимир Дороганов, директор театрального центра «Голосова, 20», хотел сохранить прежний формат фестиваля, с читками, обсуждениями пьес, знакомством с новыми литераторами. А Вадим Леванов выступал за расширение мероприятия, добиваясь включения в его программу сценических постановок по пьесам современных драматургов. Также он последовательно развивал международные контакты и проекты театрального центра «Голосова, 20», при этом площадка центра уже не соответствовала ни обширной программе, ни постоянно возраставшему количеству зрителей и требовала значительных вложений в реконструкцию. Соответственно росли и расходы на проведение фестиваля, позиционировавшего себя как форум современного искусства, и вложений Дороганова стало не достаточно, финансовую поддержку мероприятию стала оказывать мэрия Тольятти. Некоторые тольяттинские журналисты критиковали позицию Леванова, обвиняя его в том, что он потерял интерес к городским проектам, и труппа центра «Голосова, 20» играет в столицах чаще, чем в Тольятти.

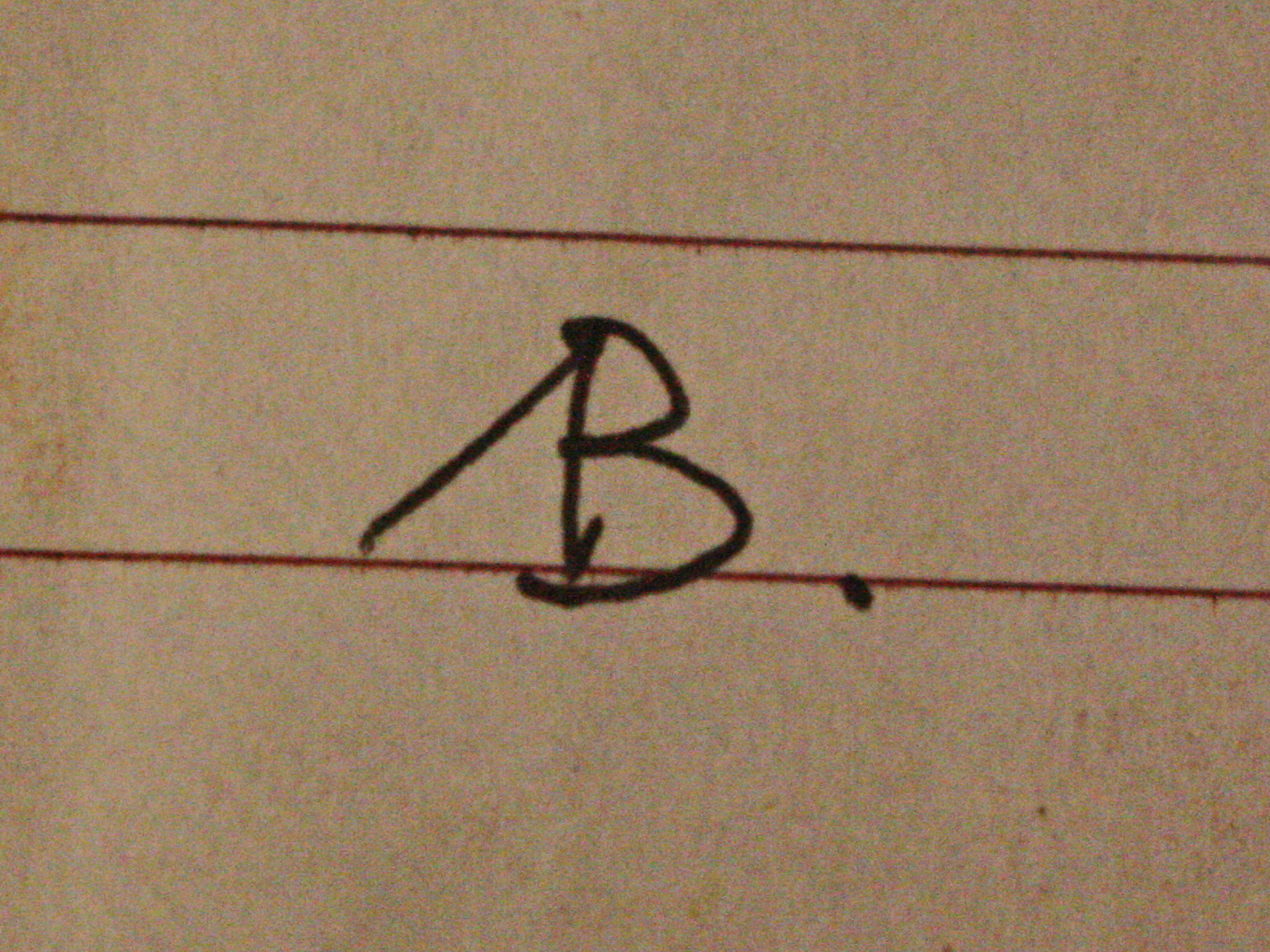
Монограмма Вадима Леванова, которой он подписывал письма.

Разрыв творческих отношений между Дорогановым и Левановым привёл к увольнению последнего из театрального центра «Голосова, 20», который за шесть лет существования из любительского проекта районного значения стал широко известным в России театральным сообществом профессионального уровня. Однако после ухода Леванова он фактически прекратил своё существование, и городская администрация (юридически центр являлся подразделением муниципальной Тольяттинской филармонии) сократила три четверти работников. В отличие от Екатеринбурга, Тольятти театральным центром стать не удалось, другой драматургической лаборатории, которая могла бы стать площадкой и для читок, и для постановок тольяттинских драматургов и фестиваля современного театра, при жизни Леванова в Тольятти так и не появилось.
Вадим Леванов устроился на работу в литературную часть тольяттинского муниципального театра «Колесо». И в том же 2007 году, вопреки критикам, он организовал первый фестиваль «Новой драмы» в Тольятти, прошедший в рамках большого фестиваля «Колеса» «Театральный круг». Спектакли с активным зрительским обсуждением проходили на сцене филиала театра в Автозаводском районе, они не участвовали в конкурсной программе, но сопровождались грандиозными аншлагами. Кроме того, в этом же году Леванов последний раз участвовал в организации «Майских чтений», которые в 2007 году проходили в два этапа: драматургическая часть в мае, а поэтическая в сентябре, так что тольяттинцы за один год увидели сразу два фестиваля.
В 2008 году в значительной степени стараниями Вадима состоялся самостоятельный полноценный фестиваль «Новая драма. Тольятти» со всеми положенными элементами: читками, спектаклями, мастер-классами, творческими встречами и первым научно-практическим семинаром «Новейшая драма рубежа XX—XXI веков». Однако уже на следующий год фестиваль не состоялся, у города не нашлось средств ни на классический фестиваль, ни на фестиваль «новой драмы», впрочем и весь общероссийский фестиваль «Новая драма» прекратил существование. Семинар «Новейшая драма рубежа XX—XXI веков» продолжил существование, хотя и переехал в Самару. В качестве автора Вадим Леванов продолжал участвовать в его работе вплоть до кончины.
Идея создания на базе «Колеса» какой-нибудь экспериментальной площадки, где можно бы было проводить читки или ставить спектакли, также не увенчалась успехом, не встретив поддержки со стороны руководства театра. К тому же, по словам Леванова, он столкнулся с инертностью актёров театра, не желавших делать что-то сверх оговорённого в контракте, заниматься творчеством в личное время. Так что по истечении в 2009 году контракта Леванова с театром ни одна из сторон не стала его продлевать. Лишившись последней постоянной работы, к тому же с ухудшившимся здоровьем, которое часто вынуждало прибегать его к коляске вместо костылей, он продолжал много писать и активно участвовал в различных театральных мероприятиях по всей стране, читал лекции, вёл мастер-классы.
Для замены несостоявшегося новодрамного фестиваля Левановым вместе с друзьями и единомышленниками был задуман и организован новый проект: «Драматургическая лаборатория „Новые чтения“» — двухдневный мини-фестиваль, в котором участвовали «тольяттинские» драматурги (Юрий Клавдиев, братья Дурненковы, Анастасия Брауэр, Герман Греков), актёры тольяттинского Молодёжного драматического театра и Самарского академического театра драмы им. М. Горького, а также студенты. Целью проекта было «распространение современной драматургии, выявление и поддержка российских авторов, расширение программ региональных фестивалей, привлечение молодёжи к сфере театрального искусства, пополнение репертуаров театров страны новыми адекватными реальности текстами». В программе были авторские и актёрские читки, в том числе фантасмагория Анастасии Брауэр «Mobile Necro Phobia» под режиссурой Леванова и Юрия Клавдиева, драматический мастер-класс Леванова, показ и обсуждение фильма Валерии Гай Германики «Все умрут, а я останусь», снятого по сценарию Юрия Клавдиева, а также демонстрация короткометражного фильма ужасов «Штырь», одну из ролей в котором также сыграл Леванов. Впервые проект был осуществлен в Самаре, где ранее «Новая драма» практически не присутствовала, затем в Тольятти, Казани, Сызрани и Санкт-Петербурге.

### Театральное признание

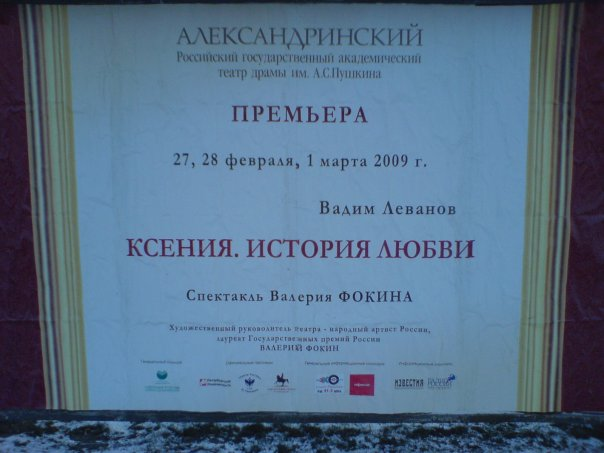
Афиша спектакля «Ксения. История любви», поставленного Валерием Фокиным в Александрийском театре

2009 стал годом начала настоящей театральной биографии для пьес Леванова. Ранее, благодаря Павлу Рудневу, он познакомился с Валерием Фокиным, знакомство переросло в творческое сотрудничество. В 2007 году был заключён контракт, и в 2009 на сцене Александринского театра его художественным руководителем Фокиным был представлен спектакль «Ксения. История любви», поставленный по пьесе Леванова «Святая блаженная Ксения Петербургская в житии», в 2007 году получившей первый приз международного драматургического конкурса «Евразия». Постановка являлась не прямым изложением пьесы, а её сценическим пересказом, значительно сокращённым и переработанным Левановым по сравнению с оригиналом специально для сцены. Вообще при постановках Леванов всегда охотно шёл навстречу пожеланиям режиссёров, если возникала потребность в изменениях авторского текста. Для некоторых театральных проектов Леванов мог переписать оконченное произведение практически целиком.
Пресса отмечала, что обычно сдержанный Фокин не скупился на похвалы автору, который был готов работать над пьесой столько, сколько было нужно режиссёру, чтобы полноценно воплотить свою задумку на сцене. В свою очередь Леванов рассказывал, что ему очень импонировало уважительное профессиональное отношение режиссёра, плотно работавшего над адаптацией пьесы вместе с ним. И хотя, по собственному признанию, после репетиционных прогонов ему хотелось бросить всё и просто уехать, итоговой постановкой он остался вполне доволен, заметив, что сокращение сюжета до полуторачасового спектакля пошло на пользу: «во всяком случае, никто не успевает уснуть».
Публика ожидала спектакля с опасениями: Фокин, москвич по рождению, ставил в Санкт-Петербурге спектакль о местной, петербургской святой, к тому же имея в основе пьесу представителя «новой драмы», которых весьма редко ставят на большой сцене в силу особенностей их творчества. Однако премьера имела огромный успех, заслужив похвалу даже у тех, кто никогда не воспринимал «новую драму» всерьез, в прессе развернулись обширные дискуссии, билеты до конца сезона моментально были раскуплены, а сам спектакль был номинирован на национальную театральную премию «Золотая маска».
Спектакль стал ярким театральным событием, став самой известной постановкой произведений Вадима Леванова, и открыл дорогу его пьесам на профессиональную сцену. Вячеслав Дурненков так писал об этом: «Ставить его начали только в последние годы. Он по-детски радовался афишам, громким именам театров, поездкам за границу. И я очень рад, что у него всё это было: хоть немного, но было. Потому что гложет вина: всё, что он мог сделать для себя, он делал для нас».
При этом в Тольятти пьесы Леванова по-прежнему не находили дорогу на сцену, получилось, что в родном городе драматург оказался менее востребованным, чем за его пределами.

### Болезнь и смерть

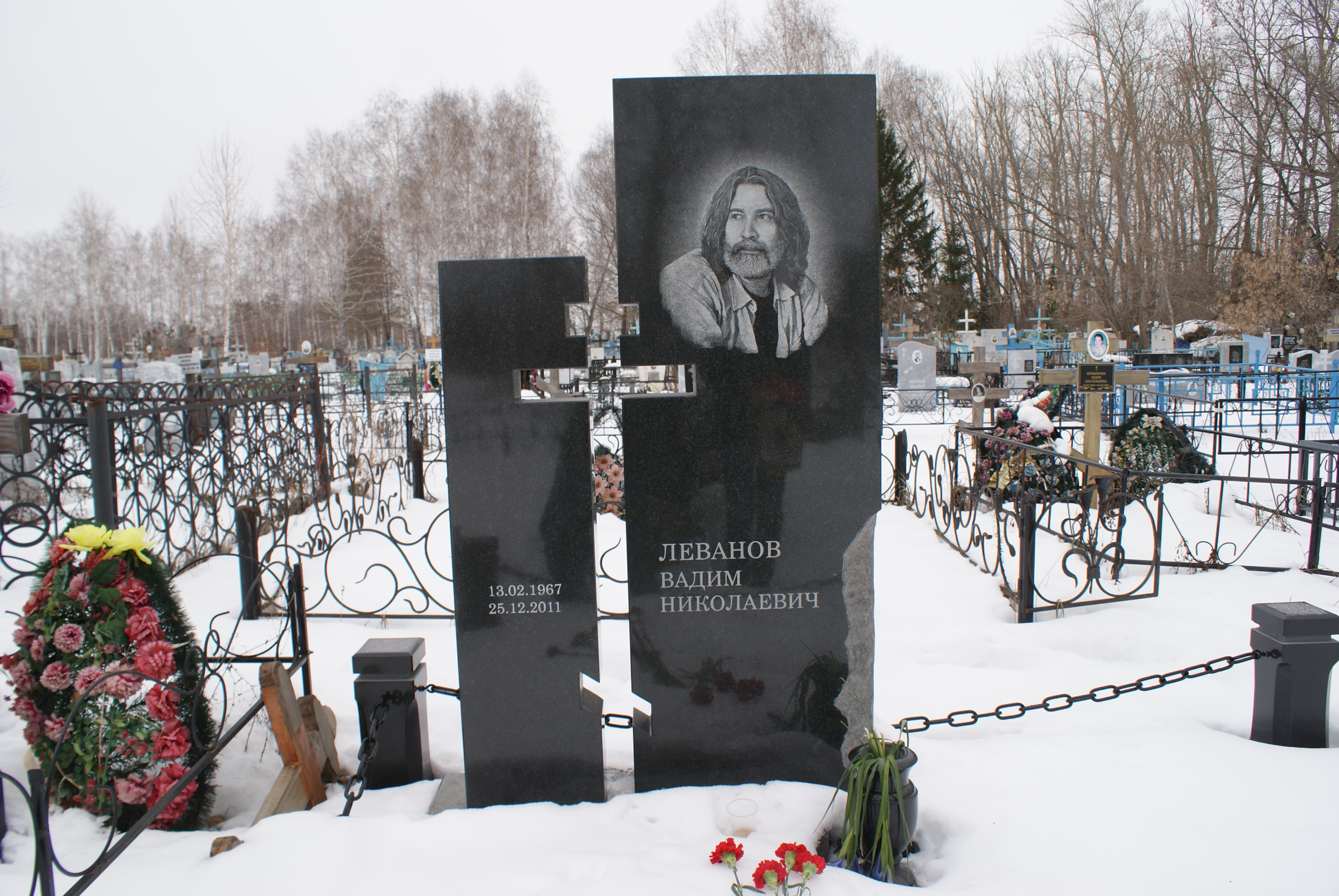
Могила Леванова

Летом 2011 года у Леванова был обнаружен рак мочевого пузыря 3 степени. В Интернете проводилась кампания по сбору средств на обследование и лечение, но ни израильские, ни московские врачи не смогли помочь. В ночь с 24 на 25 декабря 2011 года Вадим Леванов скончался у себя дома, в Тольятти. Похоронен на кладбище села Выселки, откуда родом его предки. Друг Леванова, режиссёр Евгения Беркович, бывшая с ним в последние месяцы, написала: «Вадим мечтал пережить Чехова. И немного его пережил».

## Личность
По воспоминаниям знавших его, Вадим Леванов был харизматичной личностью, интересным, обаятельным человеком, притягивающим к себе людей. Окружающие ценили его неконфликтность, доброту, умение располагать к себе и одновременно напор и увлечённость.
А женщины видели в нём ещё и мужчину, и он им всегда нравился. Даже инвалидность и костыли не мешали ему всегда быть в окружении красивых женщин. По свидетельству друга и соседа по институтскому общежитию Вячеслава Смирнова, ещё в институте в их комнате постоянно пребывали различные знакомые Вадима, причём преимущественно красивые женщины. Некоторое время в 1990-е Леванов был женат, но разошёлся с супругой. В дальнейшем в его жизни постоянно случались различные романы, развивающиеся то последовательно, а то и параллельно. «Оказывается, Вадик был таким бабником!» — сказала одна из его женщин уже после смерти Леванова. При этом каждая считала, что именно с ней у Вадима были самые особые отношения, и она не была для него просто очередной любимой женщиной. По словам Вячеслава Смирнова, даже спустя годы женщины Леванова бережно хранят свою любовь к нему, ревнуют его друг к другу и соперничают между собой.
Для «новой драмы», по мнению знавших его, Леванов был «иконой стиля» — красив, аристократичен, не терпящий небрежности в одежде и грязи в разговорах. Никогда не жаловался на инвалидность, ни у кого не просил помощи. В нём сочетались сила и щедрость.
Позднее о Леванове вспоминали: «Будучи одаренным автором, Вадим создал вокруг себя „кольцо силы“, подчинив интересам драматургии поэтический фестиваль „Майские чтения“. Он был не только учителем, но и магнитом, аккумулятором-раздатчиком творческой энергии». Вокруг него всегда собирались люди, как вокруг гуру… И дело даже не в том, что он давал советы, а в том, что заряжал всех особой энергией.

## Творчество
Вадим Леванов — автор более сорока пьес, а также киносценариев и прозаических произведений. Его произведения печатались в тольяттинских («Ставрополь-на-Волге — Город — Тольятти»), самарских («Самара», «Самара и Губерния»), московских («Современная драматургия», «Сюжеты») и иностранных журналах («UBU» (Франция), Missives» (Франция)), альманахе «Майские чтения», вестнике «Драма Поволжья», в коллективных сборниках («Одинокий русский писатель», «Театр. DOC», «Ночь с театром», «По секрету — вслух», «Лучшие пьесы 2010»), переводились на французский, немецкий и итальянский языки.
Его творчество весьма многообразно. В нём присутствуют и произведения с явным лирическим началом («Я умею рисовать лодку», «Шар братьев Монгольфье», «Парк культуры имени Горького», «Отель „Калифорния“», «Артемида с ланью»), и пьесы о тяжёлых и страшных реалиях жизни, в центре которых, как правило, дети («Раз, два, три…», «Выглядки», «Мама Смерть»). Есть и откровенно авангардные и экспериментальные произведения («Ах, Йозеф Мадершпрегер, изобретатель швейной машинки», «Зрители», «Геронтофобия»), и исторический диптих с множеством действующих лиц («Святая блаженная Ксения Петербургская в житии» и «Кровавыя барыни Дарьи Салтыковой, московской столбовой дворянки, правдоподобное и елико возможно достоверное жизнеописание») и пьесы-монологи («Muska», «Лабиринт», «Настройщик»).
Леванов хорошо знал русскую речь, городскую, деревенскую и церковную, из-за чего его лексический инструментарий необычайно широк. Речь его персонажей настолько живая, что порой это даже создаёт дополнительные сложности при постановке. С подобными текстами актёрам достаточно сложно быть органичными, особенно со стилизованным, старинно звучащим текстом «Ксении Петербургской».
В творчестве Леванова присутствовал явный недостаток весёлых сюжетов, его даже характеризовали как «очень жестокий драматург». Для своих пьес он выбирал темами изнанку жизни, не щадя ни персонажей, ни зрителей. При этом, хотя российская новая драма в значительной степени опирается на остросоциальные темы и документальные тексты, за что театральными консерваторами порой относится к чернухе, произведения Леванова избежали подобных обвинений: отмечалось, что «его пьесы, в которых глубокая работа ума всегда сочеталась с вдохновенностью, никогда не жертвовали художественностью в угоду злободневности». Он лишь честно фиксировал обстоятельства жизни в депрессивных регионах и депрессивной социальной среде. В отличие от многих современных драматургов, Леванову было свойственно стремление к чёткой поляризации добра и зла.
Ориентиром и эталоном для начинающего писателя стал Антон Павлович Чехов, впрочем, Леванов считал Чехова примером не только в творчестве, но и в жизни. Влияние Чехова на раннее творчество Леванова было столь заметно, так что во французском журнале, где была напечатана одна из его пьес, в послесловии было сказано: «Леванов паразитирует на теле Чехова». Другим драматургом, чье влияние сказывалось на его творчестве, Леванов называл Виктора Славкина.

### Пьесы
Указаны год написания согласно полному собранию сочинений (ряд текстов имеет множественную авторскую датировку) и место первой публикации.
- «Шкаф» (1987—1990, журнал «Город», № 2 — 2000[P 11]));
- «Бильярд» (1988—1989, 1995, 1997);
- «Зрители» (1989, 1991, 1995; «Майские чтения», № 5 — 2001[P 12]);
- «Парк культуры им. Горького» (1990—1993, 1995; «Одинокий русский писатель» — 1997[P 5]);
- «Артемида с ланью» (1992, 1995; сборник пьес «Сюжеты», № 16 — 1995[P 1]);
- «Служба знакомств» (1993, 1996);
- «Завтра — воскресенье» (1995 (?), 1996);
- «Смерть Фирса» (1995, 1997 годы; «Современная драматургия» № 3 — 1998[P 13]);
- «Я умею рисовать лодку». (1996);
- «Выглядки» (1996, 1998; «Современная драматургия» № 3 — 1998[P 14]);
- «Шар братьев Монгольфье» (1996, 1998; «Современная драматургия» № 3 — 1998[P 15]);
- «Ах, Йозеф Мадершпрегер — изобретатель швейной машинки» (1997, 1998, 1999; «Майские чтения», № 1 — 1999[P 16]);
- «Вонь» (1998);
- «Отель Калифорния» (вариант названия «Отель в Калифорнии», 1998, 1999; «Современная драматургия» № 2 — 2000[P 17]);
- «Апокалипсис от Фирса или Вишневый сон Фирса» (1998, 2000; «UBU» № 22-23 — 2001[P 3]);
- «Musca» (вариант «Муха»[45][70], 1999);
- «Золотая моя Москва» (1999, 2000; «Современная драматургия» № 4 — 2001[P 18]);
- «Любовь к русской лапте» (2000; «Майские чтения», № 3 — 2000[P 19]);
- «Раз, два, три!» (вариант названия «Раздватри»; 2000; «Современная драматургия» № 4 — 2001[P 20]);
- «Рождественская история №…» (2000);
- «Аргон и тени» (2001, «Город», № 8 — 2003)[P 21]);
- «Ты будешь лежать одинокий и мертвый» (1996/1997, 2001;[P 22]);
- «Сто пудов любви (Письма кумирам)» (2001, Документальный театр. Пьесы — 2004[P 6]);
- «Сказки для маникюрши (Нувориш и маникюрша)» (2001/2011);
- «Славянский базар» (2001—2002, «Майские чтения» № 7 — 2002)[P 23]);
- «Вкус жизни» (2003, «Город», № 17 — 2007[P 24]);
- «Настройщик» (вариант «Прощай, настройщик!»[45][70], 2004, «Город», № 10 — 2004[P 25]);
- «Что значит заслонить?» (2004, «Город», № 15 — 2006[P 26]);
- «Про Сашу, четвёртого волхва и Рождество» (2007);
- «Чжи» (2007; «Современная драматургия» № 4 — 2007[P 27]);
- «Святая блаженная Ксения Петербургская в житии» (2008; «Урал» № 10 — 2007[P 28]);
- «Кровавыя барыни Дарьи Салтыковой, московской столбовой дворянки, правдоподобное и елико возможное достоверное жизнеописание» (2009, «Город», № 31 — 2011)[P 29]);
- «Основание» (2009[К 1]);
- «Геронтофобия» (2010, «Город», № 32 — 2012[P 30]);
- «Лабиринт» (2010[К 1], «Пьесы и другие произведения, опубликованные в журнале „Город“», 2013[P 31]);
- «Мама-смерть» (2010[К 1]);
- «Повесть о Петре и Февронии» (2010[К 1]);
- «Пьеса про коров» («20:30», 2011[К 1], «Современная драматургия» № 1 — 2012[P 2]).

1. 1 2 3 4 5  По дате последнего изменения файла в электронном архиве автора

#### Фестивальные показы и постановки

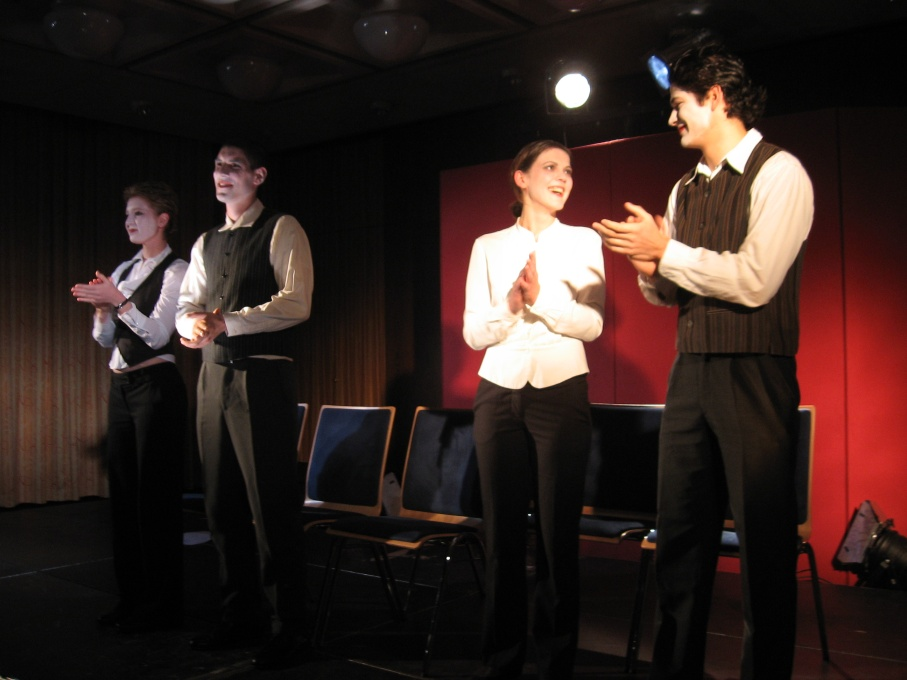
Спектакль «Смерть Фирса» в исполнении студенческого театра Института славистики Университета г. Гиссен (Германия) по пьесе Вадима Леванов

Первой пьесой Леванова, оказавшейся на сцене, стала «Парк культуры имени Горького», читка которой прошла на Всероссийском семинаре драматургов «Щелыково — авторская сцена» под руководством режиссёра Петра Кротенко в 1994 году.
В 2000 году на фестивале в Любимовке были представлены «Муха» и «Раздватри» (режиссёр показа Екатерина Шагалова)
Вадим Леванов был активным участником фестиваля «Новая драма». На первом фестивале, состоявшемся в 2002 году, творчество Леванова было представлено в офф-программе на сцене ТЕАТР.DOC документальным спектаклем «Сто пудов любви» в авторской постановке в исполнении актёров тольяттинского народного театра «Талисман». В том же году авторские постановки пьес «Раздватри» и «Сто пудов любви» были показаны на семинаре, посвящённом документальной драме, в Ленинских Горках.
В 2007 года на фестивале «Любимовка» Фёклой Толстой была представлена «Салтычиха».
В 2010 году на фестивале «Любимовка» была представлена «Геронтофобия», поставленная Евгенией Беркович. В том же году в Казани на школе-семинаре в ходе международной научной конференции «Современная российская и немецкая драма и театр» были показаны спектакли по пьесам Леванова «Раз, два, три» и «Что значит заслонить?» поставленные на немецком языке гисенским университетским театром «Фирс», также был представлен фрагмент читки пьесы «Геронтофобия и др.» на немецком. Автором перевода является доктор Института славистики Гиссенского университета Ганс-Иоганн Бидерманн.

#### Театральные постановки
Пьесы Леванова ставились в профессиональных и любительских театрах Тольятти, Москвы, Санкт-Петербурга, Екатеринбурга, Белгорода, Элисты, Ханты-Мансийска, Липецка, Саратова, Ди (Франция), Нанси (Франция), Гисена (Германия), Валмиера (Латвия), Клайпеды (Литва).
Первые театральные постановки Леванова состоялись в 1999 году в Москве на сцене театра «Дебют-центр», когда были поставлены сразу две его пьесы: спектакли «Изобретатель швейной машинки» режиссёра Игоря Корниенко (за постановку номинировался на премию «Московские дебюты») и «Парк культуры им. Горького» Алексея Конышева. Оба спектакля, благодаря хорошо выстроенному сюжету, глубине проблематики, ярким характерам и тонкому психологизму стали «долгожителями» на сцене Дебют-центра.
В 2004 году Липецкий академический театр драмы поставил пьесу Леванова «Шар братьев Монгольфье», в том же году Центральный дом актёров заключил с автором договор о постановке этой же пьесы.
В 2006 году Леванов оформил драматургический текст на основе документального материала, собранного в колониях для несовершеннолетних. Спектакль в характерной для «новой драмы» технике вербатим был поставлен самим Левановым в центре «Голосова, 20» на «Майских чтениях» и В. Логутенко в МДТ Тольятти.
В 2008 году моноспектакль «Смерть Фирса» был поставлен Михилом Голомзиным в Истринском драматическом театре.
В 2009 году в Санкт-Петербурге на сцене Александринского театра Валерием Фокиным был поставлен спектакль «Ксения. История любви». Успех постановки способствовал тому, что спустя год Фокин представил в Александринском театре свою версию «Гамлета», для которого Вадим Леванов по заказу режиссёра выполнил специальную драматическую адаптацию классического текста, акцентирующую внимание на современном восприятии старой истории. Эта постановка также стала заметным театральным событием. Публика смотрела спектакль и не знала, чем он кончится и как повернётся сюжет, казалось бы, знакомой пьесы. Александринский театр показывал «Гамлета» и на зарубежных гастролях в венском Бургтеатре.
Самобытный, оригинальный сюжет, стилистическая изысканность текста «Ксении Петербургской» привлекли внимание и в Москве, где пьеса была поставлена в 2012 году Российским академическим молодёжным театром (режиссёр Наталья Шумилкина). В отличие от масштабной постановки Фокина, незадолго до премьеры показанной на гастролях и в Москве, это достаточно камерный спектакль, в котором отсутствовала массовка, все роли исполняли шесть человек, и проходил он в небольшом помещении на пятьдесят зрителей. Пьеса была поставлена как фольклорный апокриф с неканоническими историями из жизни святой, которые рассказывает группа скоморохов. Но и такая, стилизованная под лубок, интерпретация пьесы Леванова пользовалась успехом, спектакль шёл шесть лет, последний, 53-й раз был сыгран в июне 2018 года, также он был показан на гастролях в Ногинске, Ульяновске, где участвовал в театральном фестивале «История государства Российского. Отечество и судьбы» и Сергиевом Посаде в рамках фестиваля «У Троицы».
Дважды обращался к пьесе Леванова о святой Ксении режиссёр Тимур Насиров. Сначала он представил своё видение пьесы на фестивале «Новая драма в Челябинске» в формате эскиза. А спустя два года, в 2013 году, он поставил полноценный репертуарный спектакль в Новосибирском драматическом театре «Старый дом». Спектакль стал лауреатом ХXVI театрального фестиваля-конкурса «Парадиз» в номинации «Художественное решение речевого хора». В нём роль Ксении исполняют в одном спектакле три разных актрисы и по очереди, и одновременно. Схожим приёмом воспользовался в 2015 году Гарольд Стрелков в постановке на сцене Центрального Дома Актёра, по идее которого «главную партию» предлагалось выбранным из зала зрительницам читать по очереди. Постановка «Ксении» в «Тильзит-театре» города Советска вызвала скандал. Монахини местного Свято-Елисаветинского женского монастыря обратились с жалобой в министерство культуры Калининградской области, и после запроса чиновников режиссёр Павел Зобнин и исключил из постановки сцену с обличением Ксенией попа с попадьёй, и убрал своё имя с афиши. Валерий Фокин в качестве председателя Совета гильдии театральных режиссёров России обратился к губернатору Калининградской области Н. Цуканову с просьбой восстановить целостность постановки, не допуская цензурных купюр: «Мы считаем, что пьеса должна идти целиком — так, как она написана. Мы призываем обратить внимание на некорректное вмешательство и ставить во главу угла художественные вопросы». Также известно о нереализованной по техническим причинам постановке этой пьесы главным режиссёром «Школы драматического искусства» Игорем Яцко. Наконец, 29 сентября 2018 года в Александровском театре состоялась премьера второй редакции пьесы с обновлённым актёрским составом.
В 2009 году в «Свободном театре» (лит. Laisvasis Teatras) Клайпеды Нериюсом Гедминасом были поставлены спектакли по пьесам Леванова «Прощай настройщик» (лит. „Sudie, derintojau!“), который стал лауреатом VI фестиваля моноспектаклей «Atspindys» в Висагинасе и завоевал гран-при XVII международного фестиваля моноспектаклей «Відлуння» в Киеве и «Раз, два, три» (лит. „Viens, du, trys!“).
В 2011 спектакль «Хочу, но боюсь» (латыш. Gribu, bet baidos) по пьесе «Парк культуры им. Горького» был поставлен в Валмиерском драматическом театре театре Анитой Спроге.
В 2012 году в Ростове-на-Дону в галерее современного искусства «16th line» состоялась первая постановка спектакля «МАМА-смерть» по одноимённой пьесе. В постановке были задействованы актрисы Ростовского областного академического Молодёжного театра под режиссурой Ольги Калашниковой.
В 2013 году молодёжный театр «JABLOKO» из эстонского Раквере поставил пьесу «ВыГлядки», при том, что в пьесе всего два героя — дети 3 и 4 с половиной лет, что весьма затрудняет её постановку. Спектакль был представлен на всеэстонском фестивале детских коллективов в Ориссааре, произвёл сенсацию на XXII международном театральном фестивале «Магия сцены» в Таллине, занял первое место на международном театральном фестивале «Золотой ключик» в Берлине в 2013 году, а также стал победителем в трёх номинациях на I фестивале детских любительских театров в Вильнюсе в 2014.
Театральный режиссёр, руководитель московского коллектива «Театр 31» Оксана Глазунова трижды (в 2005, 2011 и 2014 годах) ставила спектакли по одной из ранних пьес Леванова «Артемида с ланью». В 2012 году актёры театра сыграли благотворительный спектакль, посвящённый памяти автора, на сцене Театрального музея им. Бахрушина в рамках IX Бахрушинского фестиваля.
В 2016 году «Шар братьев Монгольфье» был поставлен на сцене Саратовского театра драмы. Постановку осуществила режиссёр Елена Оленина. На премьере спектакля присутствовали родители Вадима Леванова. Там же в Саратове в репертуаре театра русской комедии в 2018 году появился спектакль «Шкаф» по одноимённой пьесе в постановке Олега Загумённова.
На сцене одесского «Театра на Чайной» Петром Липинским в 2016 году поставлен моноспектакль «Смерть Фирса».
Несмотря на то, что Вадим Леванов родился, жил и работал в Тольятти, на сценах местных профессиональных театров его пьесы практически не ставились. С 2001 года на сцене Молодёжного драматического театра идёт спектакль «Разбивая стекло», адаптация Вадимом Левановым пьесы Ребекки Причард «Дворовая девчонка». А единственной прижизненной постановкой стал «Шкаф», поставленный Дмитрием Квашко в том же Молодёжном драматическом театре в 2011 году. В дальнейшем театр расширил присутствие произведений тольяттинского драматурга на своей сцене, поставив в 2015 году спектакль «Охота на одиноких мужчин» по пьесе «Артемида с ланью» (режиссёр Алина Гударёва), приурочив премьеру ко «Дню Вадима Леванова в Тольятти», и спектакль «Шар братьев Монгольфье» (режиссёр Д. Квашко), представив премьеру на «Днях Вадима Леванова в Тольятти» в 2017 году. В 2018 году МДТ дважды показывал зрителям читку пьесы Леванова «Зрители» (режиссёр показа Олег Куртанидзе), а театр «Колесо» показал читку пьесы «Парк культуры им. Горького» (режиссёр Олег Скивко). В 2019 году планируется постановка пьесы «Ах, Йозеф Мадершпрегер — изобретатель швейной машинки» ещё одним тольяттинским театром — «Вариант»

### Режиссура
Будучи художественным руководителем театра-студии «Голосова, 20» Вадиму Леванову пришлось выступать и в роли режиссёра. Как он говорил, постановкой спектаклей он был просто вынужден заниматься, так как современный театр не умел адекватно и аутентично воспроизводить современные тексты: «Лучше сделать что-то самому и отвечать за это или вообще не существовать, чем быть поставленным самым чудовищным образом каким-нибудь профессиональным режиссёром». И подобное жёсткое заявление Леванова имело основания, так и его коллеги, и театральные критики отмечали, что, когда в 2003 году на «Майских чтениях» зрителям показали две различные постановки одной пьесы Леванова «Сто пудов любви», классический театральный подход выглядел крайне нелепо: «хорошо воспитанные девочки, с оценками и паузами произносящие слова, которые явно режут им слух» , «полуторачасовой фильм ужасов. Там была такая игра, мизансцены, переходы, долгие паузы, чего-то изображали, отыгрывали… Вместо того, чтобы просто выйти на сцену и рассказать» — так отзывались зрители. А в оригинальной авторской постановке героинь играли именно такие девчонки, с которых и списан текст, что и гарантировало убедительность. Но первой постановкой центра стал спектакль «Раздватри» по собственной пьесе Леванова. А пьеса «Сто пудов любви» стала следующей, появившись в процессе репетиций с актёрами-любителями. Первоначальный авторский текст по ходу репетиций обрёл новый сюжет, основанный на сквозном лейтмотиве включённых в действие песен.
Тольяттинские пьесы тольяттинских авторов и стали основой для постановок театрального центра. Помимо того, что ставили авторы самостоятельно, Левановым были поставлены: «Голубой вагон» В. Дурненкова (2002), «Три актрисы» М. Дурненкова, «Культурный слой», написанный братьями совместно, «Играть зимой» Ю. Клавдиева. Но чисто своими пьесами репертуар центра не ограничивался, также на сцене были поставлены «Правила поведения в современном обществе» Жана-Люка Лагарса и «Галка Моталко» Натальи Ворожбит, причем для последней пьесы это была первая постановка, а для её автора вторая. Как сказала в интервью Ворожбит, чтобы поставить подобную пьесу, режиссёр должен быть, как Леванов, смелым, современным и талантливым, и не бояться подобных вещей.
На фестивале «Майские чтения» в 2003 году Леванов, помимо уже упоминавшегося спектакля «Сто пудов любви», также представил публике свою постановку пьесы А. Геласимова «Жанна». В 2004 году пьеса братьев Дурненковых «Культурный слой» в постановке Леванова и исполнении актёров театрального центра участвовала в фестивале «Золотая маска», представленная московской публике на сцене «Театр.doc». В 2005 году он участвовал в омском фестивале «Молодые театры России» с постановкой по пьесе Юрия Клавдиева «Пулемётчик».
Однако особой славы спектакли Леванова не снискали, критика отмечала лишь заметный дилетантизм актёров любительского театра.

### Телевидение и кинематограф
Вадим Леванов являлся одним из сценаристов скандально известного телесериала «Школа», он автор диалогов к нескольким сериям. Также он один из авторов сценария российского телесериала «Бигль».
Уже после смерти автора в его литературном архиве было обнаружено несколько заявок на киносценарии, а также несколько сценариев на основе написанных ранее пьес. Часть из них была написана Левановым лично, часть в соавторстве.
В 2008 году Вадим Леванов снялся в короткометражном фильме ужасов Юрия Рулёва «Штырь», снимавшемся в подвалах Молодёжного драматического театра.
В 2014 году по одноимённой пьесе Леванова режиссёром Альбиной Шакировой был снят короткометражный фильм «Выглядки». Премьера фильма состоялась в 2015 году на самарском фестивале «Левановка», а вскоре он был показан и на родине драматурга в рамках мини-фестиваля «День Вадима Леванова в Тольятти».

## Педагогика

### Голосова 20
В театральном центре «Голосова 20», художественным руководителем которого с 2001 по 2007 год был Леванов, сложилась достаточно необычная обстановка: его участники делали свой театр полностью сами: сами писали пьесы, сами ставили по ним спектакли, сами делали декорации, сами выставляли свет, сами играли на сцене. «В нашей студии все мы развивались параллельно. Придумывали или брали уже готовые пьесы, репетировали, спорили, мирились. Главным становился общий интерес — желание показать и рассказать себе и зрителям что-то новое, то, чего никогда прежде не было в театре» — вспоминала впоследствии одна из актрис центра.
Леванов заявлял, что писать пьесы легче, чем прозу, и что писать пьесы может практически каждый. Он постоянно искал новых авторов, искал драматургов-единомышленников, настойчиво убеждая людей писать пьесы, буквально в принудительном порядке заставляя начинающих авторов поверить в свои силы, обратить внимание на свой творческий потенциал, развить его. «Вадим в этом смысле гений. Он, действительно, сподвиг всех писать пьесы», — так говорил о таланте убеждения Леванова Михаил Угаров.
Со временем в центре сложился круг авторов (Юрий Клавдиев, Михаил и Вячеслав Дурненковы, Кира Малинина, позднее Дарья и Ольга Савины), который получил широкую известность как «тольяттинский феномен», тольяттинская «новая драма». Критика заговорила о тольяттинской школе драматургии. При этом сам Леванов говорил, что это не вполне так: «Школа предполагает наличие учителя. Я же никого не учил», — и называл сложившуюся в Тольятти группу авторов содружеством драматургов: «Наше взаимодействие строилось на творческом общении…».

В самом деле, в отличие от практически одновременно складывавшейся в Екатеринбурге драматургической школы Николая Коляды, в тольяттинском театральном центре не было ни лекций, ни семинаров, никто никого ничему не учил. Леванов просто убеждал, что научиться писать пьесы очень просто, то ли в шутку, то ли всерьез давая рецепт: слева пишешь — кто говорит, справа — что говорит. Впрочем, Юрий Клавдиев всерьёз заявлял, что именно по этой формуле он и научился писать. Лишь спустя долгое время участники центра понимали, что в этом и проявлялся педагогический талант Леванова: он терпеливо убеждал своих учеников, что они талантливые, что у них всё получится, нужно лишь просто читать, смотреть и много работать, всегда их морально поддерживал, при этом никогда не возвышаясь над ними. Он искренне радовался за учеников, переживал за них, так, как порой не переживали даже близкие, при этом никто не слышал его менторского тона, когда спрашивали — он отвечал, рассказывал, но безо всякой школы, и этого хватало, чтобы спасать подростков от незавидной судьбы. Уже годы спустя они эмоционально признавали огромную роль учителя в своей жизни: «Это великий человек! Я бесконечно благодарен ему за то, что обрёл профессию, увидел мир, кардинально изменил взгляд на многое…» (В. Дурненков), «Меня зовут Юра Клавдиев, и если бы не Вадим, меня бы уже никак не звали», «Друг и учитель» (М. Дурненков), «Кабы не Вадим, давно бы мы все сидели в тюрьме»" (В. Дурненков в пересказе Ю. Клавдиева).
Сразу несколько учеников Леванова стали широко известны и востребованы, что не часто встречается среди педагогов. Это также стало одной из причин популярности театрального центра в Тольятти. Журналисты отмечали, что стараниями Леванова тольяттинским начинающим литераторам стало интересно писать именно пьесы, а не поэзию или прозу.
Одной из причин того, что индустриальный Тольятти стал самобытным и ярким центром развития «новой драмы», театральный критик Татьяна Журчева считает существование особой тольяттинской мифологии: Тольятти — город, фактически возникший на пустом месте, не имеющий никакой истории и культуры. Как писали журналисты, город стал одним из центров российской новой драмы возможно потому, что старая не мешала. И нехватку исторического культурного слоя восполняют мифы индустриального города, переживающего кризисный период, связанный с сокращением промышленности и возникновением тяжёлого, депрессивного самоощущения у городской молодёжи. А другой важной причиной возникновения особой тольяттинской драматургии Журчева называет личность Вадима Леванова — человека, который смог объединить молодых драматургов, научить их, стать «патриархом», хотя ему ещё не было и сорока, когда критики уже характеризовали его подобным образом. Как вспоминал впоследствии Вячеслав Дурненков, настоящим феноменом был именно Вадим Леванов, находившийся в центре ядра «новой городской культуры»: «У него была фантастическая способность притягивать и располагать к себе людей. Спокойный, вдумчивый, способный решить любой конфликт, выслушать все стороны». Драматург и режиссёр, один из основных идеологов движения «Новая драма» Михаил Угаров писал о Леванове: «Он был учитель, хотя никогда не претендовал на эту роль…. При этом он создал целую школу, которую я назвал бы постурбанистической, которая имела большое значение в развитии драматургии».
Для пьес сформировавшейся в Тольятти литературной группы, именовавшей себя «Цех драматургов», так как декларировалось отсутствие какого-либо «учителя», общим характерным сюжетом является маленький человек и его взаимоотношения с большим промышленным городом, также типичны метафизика, философия абсурда и постмодернизм. Особый характерно-тольяттинский депрессивный стиль сильнее всего проявляется в произведениях Юрия Клавдиева, наиболее «тольяттинского» из всех представителей школы. Проявился он в коллективном вербатимном проекте центра «Жить и умереть в русском Детройте» (2008). В творчестве самого Леванова тольяттинский стиль ярко заметен в мистической пьесе «Сны Тольятти», написанной им совместно с Михаилом Дурненковым в 2002 году.
.

### Class Act

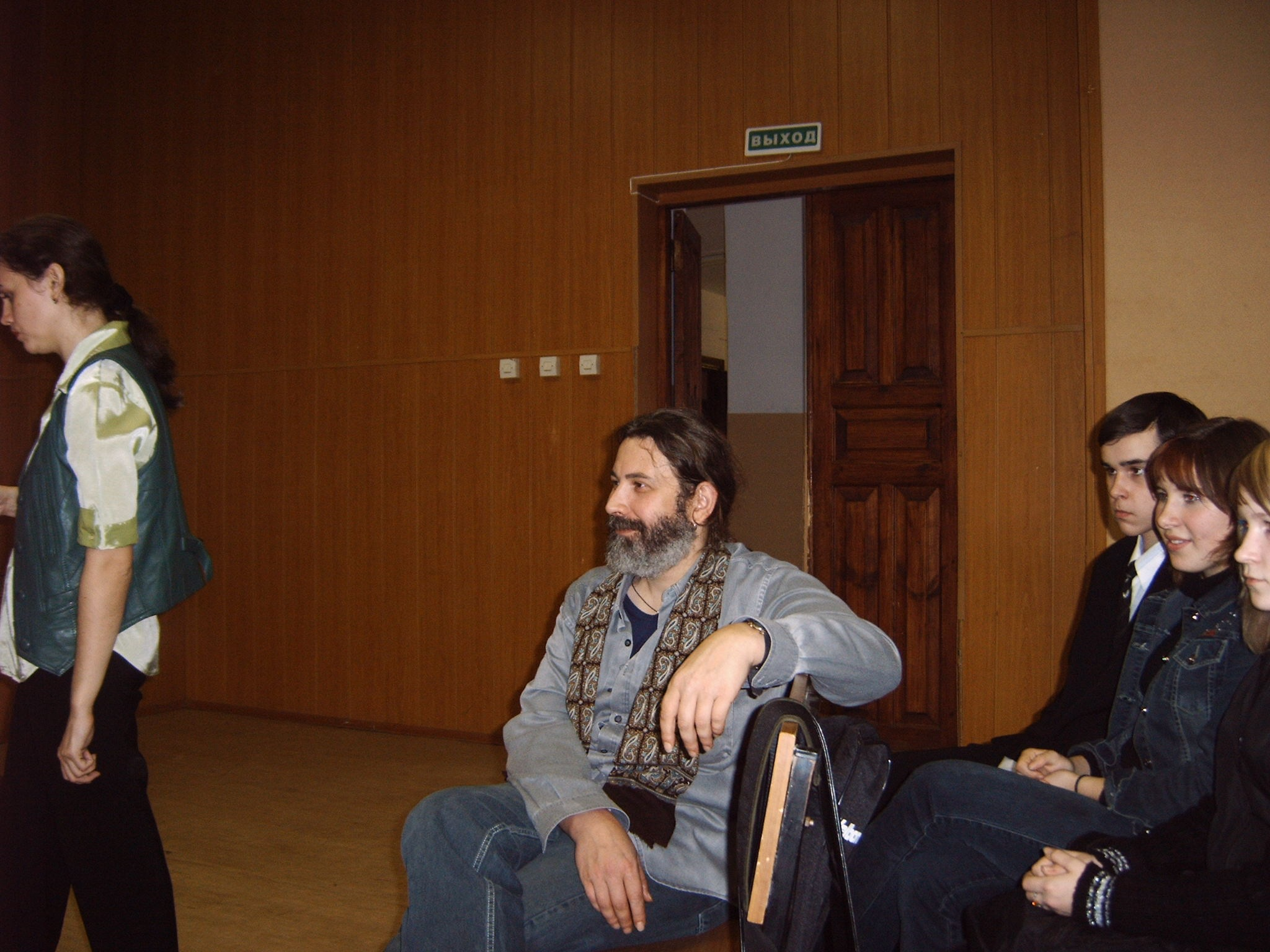
Леванов со школьниками при работе над пьесами в рамках проекта «Class Act»

В 2004 году в России появился «Class Act» — российско-британский театрально-социальный проект, ориентированный на подростков 14—16 лет из неблагополучных семей или «горячих точек» с целью их социальной адаптации и привлечения к искусству. Драматурги проводят несколько обучающих семинаров, затем ребята пишут коротенькие, длительностью не больше пяти минут, пьесы, которые ставят профессиональные режиссёры, а на сцене воплощают профессиональные актёры. Считая весьма важным, что дети, благодаря подобному проекту, не только открывают для себя новый и ранее незнакомый мир театра, но и узнают что-то о себе, задают вопросы, которые не могут задать иначе, рассказывают миру о себе, о том, что для них важно Вадим Леванов активно поддержал начинание шотландских драматургов, когда появилась возможность реализовать проект и в России, поэтому Тольятти стал первым российским городом — участником проекта. В ходе первой акции дети из трёх школ и дома-интерната написали 22 пьесы, с успехом поставленные на сцене театрального центра. В дальнейшем оригинальный проект перебрался в Самару и Москву, причём Леванов с коллегами по театральному центру продолжали участие в нём и в других городах, а в Тольятти они продолжили акцию самостоятельно, со временем оформившуюся в детский проект «Театр в классе», который Леванов называл своим любимым проектом.

## Память

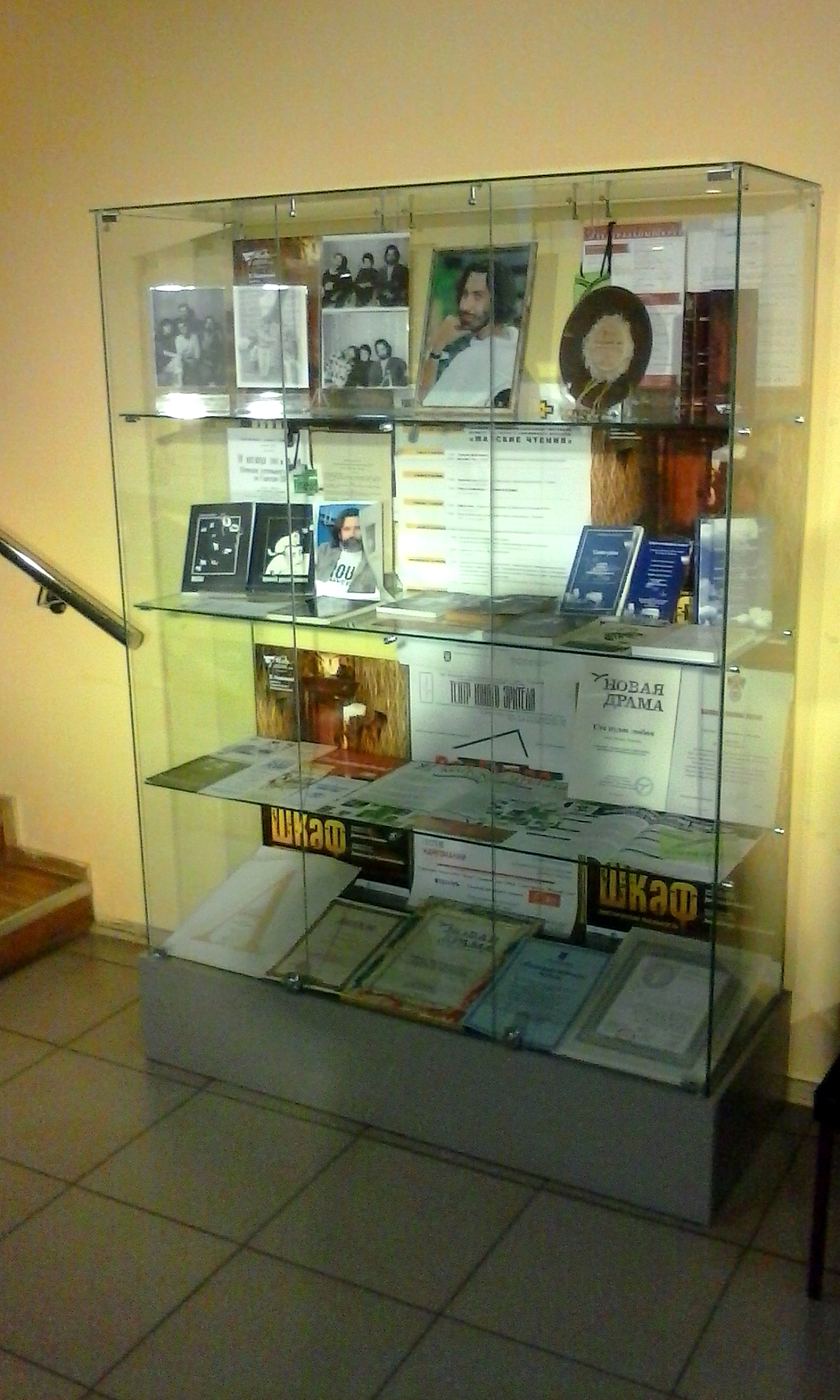
Мини-экспозиция в МДТ Тольятти

В 2013 году в Самаре состоялась первая «Левановка»: из желания почтить память учителя и друга родился полноценный театральный фестиваль современной драматургии — с авторскими читками новых пьес, мастер-классами и дискуссиями по актуальным театральным вопросам. Родители драматурга первоначально возражали против такого названия, предлагая просто посвятить фестиваль памяти сына, но появившееся по аналогии с «Любимовкой» название прижилось. С того времени фестиваль проводится каждые два года, в 2017 году его программа расширилась, появилась театральная часть. Как сказал на фестивале Михаил Дурненков: «Для меня это вопрос непрекращающейся дружбы с Вадимом — быть здесь, я приезжаю к нему».
В 2013 году под названием «Театр в классе» в Тольятти возродился один из любимых проектов Леванова «Сlass Act», посвящённый памяти «драматурга, режиссёра, друга и учителя». Проводят его друзья и ученики Леванова, а на сцене детские пьесы воплощают актёры Молодёжного драматического театра.
1 ноября 2015 года в Тольятти, в рамках мини-фестиваля «День Вадима Леванова в Тольятти» на здании Молодёжного драматического театра (ул. Чайкиной, 65) состоялось торжественное открытие мемориальной доски, посвящённой Вадиму Леванову. В здании театра, с которым драматург около десяти лет был связан тесными творческими контактами и дружескими отношениями, был открыт мини-музей, где имеются экспонаты, представляющие творческую и общественную деятельность Леванова — книги, афиши, программки, фотографии, грамоты и т. д. Первоначально местом установки мемориальной доски планировался дом по адресу Голосова, 20, в котором ранее размещался театральный центр и проходили «Майские чтения», однако в силу различных причин проект реализован не был.

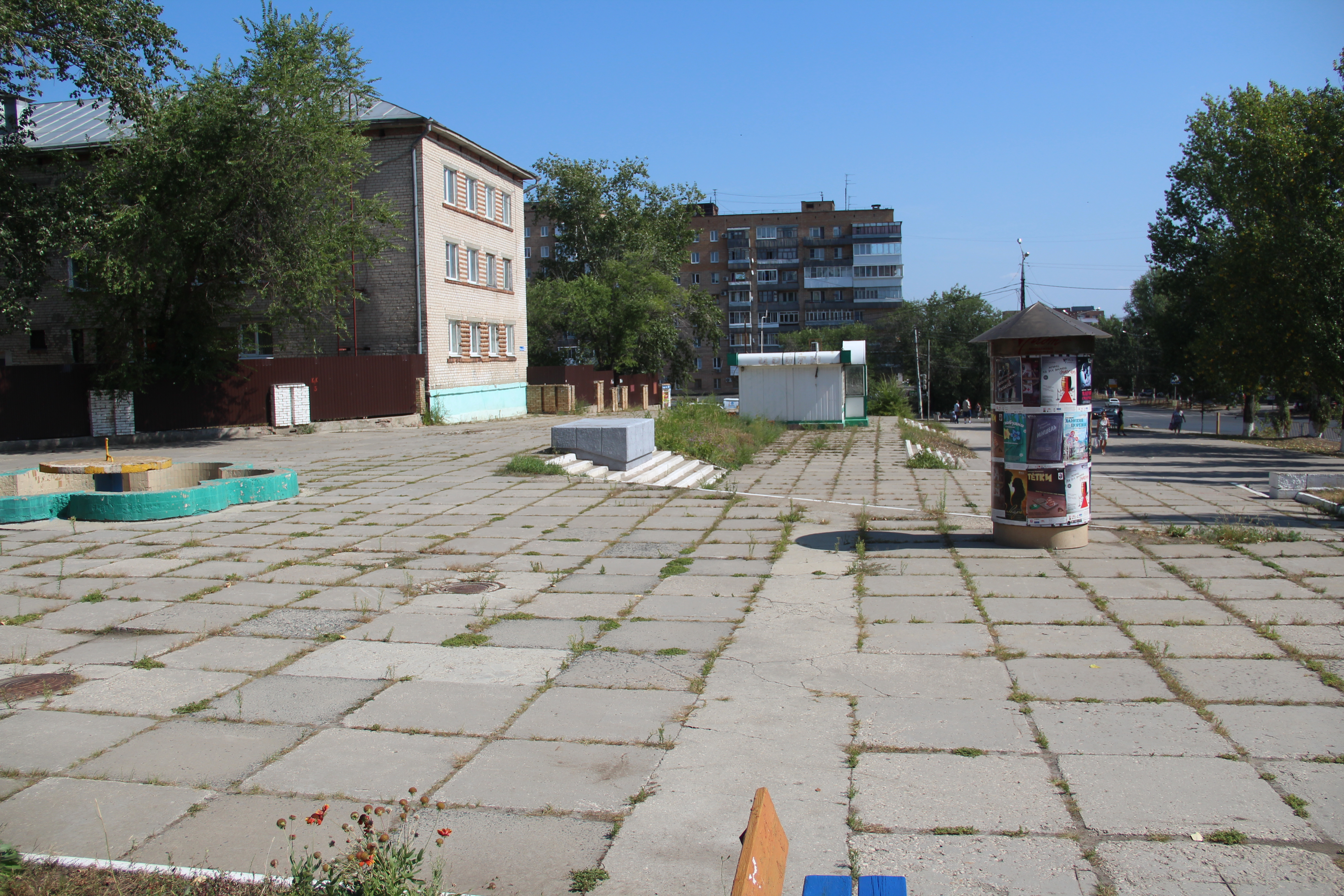
Сквер Вадима Леванова в Комсомольском районе Тольятти до обновления

В год пятидесятилетия писателя Молодёжный драматический театр провёл мемориальный фестиваль «Дни Вадима Леванова в Тольятти», в ходе которого на сцене были показаны постановки по четырём пьесам Леванова и его адаптации пьесы Ребекки Причард.
В 2018 году в Тольятти инициативная группа горожан предложила присвоить имя Вадима Леванова площади, прилегающей к Молодёжному драматическому театру. 6 февраля 2019 года на очередном заседании Думы г.о. Тольятти эта инициатива была поддержана. Однако в итоге в силу юридических нюансов данная территория официально была названа «сквером Вадима Леванова». В 2019 году за счет бюджета Тольятти были выполнены проектные работы для будущего благоустройства сквера. Строительные работы по «перезагрузке» сквера были произведены осенью 2021 года. 1 декабря того же года состоялось торжественное открытие обновленого общественного пространства.

## Награды и премии
- Пьеса Леванова «Выглядки» вошла в шорт-лист премии «Три сестры» (Антибукер 1998)[149];
- пьеса «Шкаф» заняла третье место в конкурсе русской сетевой литературы «Тенета-рунет» (1999)[149].
- Вадим Леванов — лауреат премии губернатора Самарской области для людей с ограниченными возможностями (2002)[149];
- лауреат премии «Хрустальная роза Виктора Розова» (Москва, 2004, за пьесу «Шар братьев Монгольфье»)[150];
- победитель V международного драматургического конкурса «Евразия» (Екатеринбург, 2007) в номинации «Пьеса для большой сцены» за произведение «Святая блаженная Ксения Петербургская в житии»[151].

## Библиография

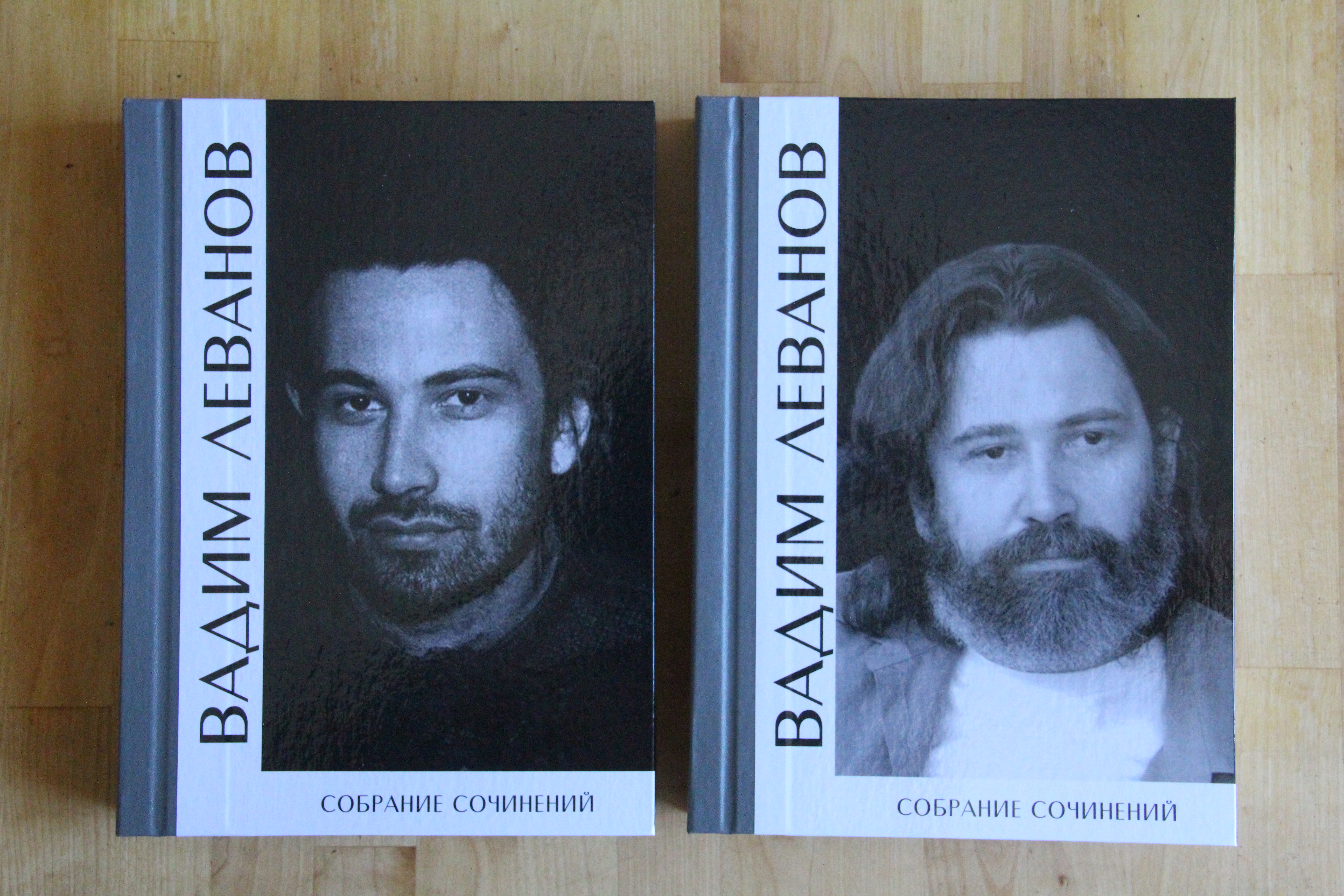
Фотография обложек полного собрания сочинений Вадима Леванова

## Публикации
1. 1 2 3  Леванов В. Артемида с ланью // Сюжеты. Выпуск 16 / Союз театр. деятелей России. — М. : Союз театр. деятелей России, 1995.
2. 1 2  Леванов В. Про коров // Современная драматургия : журнал. — 2012. — № 1. — С. 78—90. — ISSN 0207-7698.
3. 1 2  Vadim Levanov. Le rêve de Cerises de Firs ou L’Apocalypse de Firs // UBU. — 2001. — № 22—23 (октябрь).
4. ↑  Леванов В. Сны Тольятти // Драма Поволжья: Литературно-театральный вестник / Ред.-сост. Вадим Леванов. — Тольятти : Литературное агентство В. Смирнова, 2002. — 80 с. — ISBN 852334-096-0.
5. 1 2  Леванов В. Парк культуры им. Горького // Одинокий русский писатель. — Тольятти : Парус, 1997. — 256 с. — ISBN 85234-058-0.
6. 1 2  Леванов В. Сто пудов любви // Документальный театр. Пьесы : [театр.doc] / ред.-сост.: Елена Гремина. — М.: Три квадрата, 2004. — С. 102—111. — 238 с. — ISBN 5-94607-031-2.
7. ↑  Леванов В. Вкус жизни // Ночь с театром / Редактор-составитель С. Шуляк. — Вена-Москва-СПб: VIZA edit, 2006. — 160 с. — (Wienzeile – русская серия). — ISBN 3-900792-14-3.
8. ↑  Леванов В. Я умею рисовать лодку // По секрету — вслух : пьесы / сост. Ирина Кучер и Юрий Фридштейн. — М.: Кайрос 92, 2008. — 685 с. — (Библиотека «Герольда» — Счастливый случай; вып. 2).
9. ↑  Леванов В. Кровавыя барыни Дарьи Салтыковой, московской столбовой дворянки, правдоподобное и елико возможное достоверное жизнеописание // Конкурс «Действующие лица». Лучшие пьесы 2010 / ред.-сост.: Екатерина Кретова. — М.: Livebook/Гаятри, 2011. — 504 с. — (Лучшие пьесы). — 1500 экз. — ISBN 978-5-904584-17-7.
10. ↑  Vadim Levanov. Ah! Joseph Maderchpreger, inventeur de la machine à coudre : opéra en deux actes. — Montpellier: Maison Antoine Vitez : Centre international de la traduction théâtrale, 2002. — (Manuscrit).
11. ↑  Леванов В. Шкаф // Ставрополь-на-Волге — Город — Тольятти : журнал. — 2000. — № 2.
12. ↑  Леванов В. Зрители / ред. Смирнов В. А. // Майские чтения : литературный альманах. — 2001. — № 5. — С. 95—126.
13. ↑  Леванов В. Смерть Фирса // Современная драматургия : журнал. — 1998. — № 3. — ISSN 0207-7698.
14. ↑  Леванов В. Выглядки // Современная драматургия : журнал. — 1998. — № 3. — ISSN 0207-7698.
15. ↑  Леванов В. Шар братьев Монгольфье // Современная драматургия : журнал. — 1998. — № 3. — ISSN 0207-7698.
16. ↑  Леванов В. Ах, Йозеф Мадершпрегер — изобретатель швейной машинки / ред. Смирнов В. А. // Майские чтения : литературный альманах. — 1999. — № 1. — С. 97—131.
17. ↑  Леванов В. «Отель Калифорния» // Современная драматургия : журнал. — 2000. — № 2. — ISSN 0207-7698.
18. ↑  Леванов В. Золотая моя Москва // Современная драматургия : журнал. — 2001. — № 4. — ISSN 0207-7698.
19. ↑  Леванов В. Любовь к русской лапте / ред. Смирнов В. А. // Майские чтения : литературный альманах. — 2000. — № 3. — С. 151—156.
20. ↑  Леванов В. Раз, два, три! // Современная драматургия : журнал. — 2001. — № 4. — С. 80—82. — ISSN 0207-7698.
21. ↑  Леванов В. Аргон и тени // Ставрополь-на-Волге — Город — Тольятти : журнал. — 2003. — № 8.
22. ↑  Леванов В. Ты будешь лежать одинокий и мертвый / Pед. Смирнов В. А. // Майские чтения : литературный альманах. — 2001. — № 6. — С. 115—127.
23. ↑  Леванов В. Славянский базар / ред. Смирнов В. А. // Майские чтения : литературный альманах. — 2002. — № 7.
24. ↑  Леванов В. Вкус жизни // Ставрополь-на-Волге — Город — Тольятти : журнал. — 2007. — № 17.
25. ↑  Леванов В. Настройщик // Ставрополь-на-Волге — Город — Тольятти : журнал. — 2004. — № 10.
26. ↑  Леванов В. Что значит заслонить? // Ставрополь-на-Волге — Город — Тольятти : журнал. — 2006. — № 15.
27. ↑  Леванов В. Чжи // Современная драматургия : журнал. — 2007. — № 4. — ISSN 0207-7698.
28. ↑  Леванов В. Святая блаженная Ксения Петербургская в житии // Урал : журнал. — 2007. — № 10. — ISSN 0130-5409.
29. ↑  Леванов В. Кровавыя барыни Дарьи Салтыковой, московской столбовой дворянки, правдоподобное и елико возможно достоверное жизнеописание // Ставрополь-на-Волге — Город — Тольятти : журнал. — 2011. — № 31.
30. ↑  Леванов В. Геронтофобия и др // Ставрополь-на-Волге — Город — Тольятти : журнал. — 2012. — № 32.
31. ↑  Леванов В. Лабиринт // Пьесы и другие произведения, опубликованные в журнале «Город». — Тольятти: Литературное агентство Вячеслава Смирнова, 2013. — С. 275—277. — 280 с. — 500 экз. — ISBN 85234-164-0.